# 東郷拓也
東郷 拓也（とうごう たくや、1989年11月15日 - ）は、2018年現在トップチャレンジリーグ近鉄ライナーズに所属するラグビー選手。

## プロフィール
- 京都府出身[1]。
- ポジションはセンター(CTB)。
- 身長 177cm、体重 89kg
- ニックネームはとんしゃん。

## 略歴
洛南中学出身である。
2008年、立命館宇治高校卒業後、立命館大学に入る。
2012年、立命館大学卒業後、近鉄ライナーズに加入。
2015年11月14日に行われたジャパンラグビートップリーグ第1節のHonda HEAT戦に途中出場で公式戦初出場を果たす。